# Слободан Драгаш
Слободан Драгаш (Бања Лука, 8. јун 1957 – Београд, 29. март 2006) био је српски сликар и вајар. Први је бањалучки академски вајар.

## Биографија
Рођен у Бањалуци. Школу примијењених умјетности, Одсјек камен, завршио је у Сплиту 1978. године а Академију ликовних умјетности, Одсјек вајарство, у Сарајеву 1984. Поред вајарства бавио се сликарством, графичким дизајном и педагошким радом. Водио је вајарске курсеве и био учесник у бројним колонијама. Својим педагошким ангажовањем утицао је на многе младе умјетнике.
Био је водитељ вајарских радионица у Бањој Луци и оснивач и водитељ умјетничке колоније Крупа на Врбасу (од 1999). Самостално је излагао у Бањој Луци, Сарајеву, Тузли, Новој Градишци. Своја дјела завјештао је граду Бањој Луци, Музеју савремене умјетности Републике Српске, Народној и универзитетској библиотеци Републике Српске  и Бањалучкој епархији. У Музеју савремене умјетности Републике Српске постхумно је приређена изложба његовог поклоњеног легата, под називом Мом граду, која је обишла неколико градова Републике Српске. Аутор је више јавних споменика. Био је члан Удружења ликовних умјетника БиХ и Србије, као и Удружења ликовних и примијењених умјетника Републике Српске.
Преминуо је 29. марта 2006. године на Војномедицинској академији у Београду, након дугогодишње болести срца. Сахрањен је 2. априла 2006. на Ребровачком гробљу у Бањој Луци.

## Самосталне изложбе
- 2004. Бања Лука, Клуб Кастра
- 2002. Бања Лука, Делта клуб
- 2001. Бања Лука, Галерија Драгаш
- 1999. Лакташи, Галерија Дома културе
- 1998. Бања Лука, Атеље Павић
- 1998. Галерија Савке Игњатић Њежић
- 1987. Нова Горица, Галерија Ликовна витрина
- 1987 Земун, Галерија Стара Капетанија
- 1986. Тузла, Кафе галерија Мастерс
- 1984. Сарајево, Кафе Мод
- 1982. Сарајево, Бифе Звоно
- 1982. Сарајево, Кафе Мод
- 1980. Сарајево, Бифе Звоно
- 1980. Бања Лука, Умјетничка галерија, ДЛУ Бања Лука
- 1986. Добој, Умјетничка галерија 17. априлски салон
- 1986. Бања Лука, Дом културе, изложба поводом Дана младости
- 1986. Сарајево, Галерија Роман Петровић, изложба ДЛУ Бања Лука
- 1986. Јајце, Дом културе, изложба Млади ликовни умјетници Бањалуке
- 1980. Сарајево, Филозофски факултет, манифестација Заједно
- 1978. Сплит, Умјетничка галерија, 70 година Школе примијењених умјетности

## Изабране колективне изложбе
- 2005. Бања Лука, Музеј савремене умјетности Републике Српске, Поетике бањалучких ликовних умјетника друге половине 20. вијека
- 2005. Сарајево, Collegium artisticum, Европска савремена умјетност из Фундуса МСУРС-а
- 2004. Бања Лука, Музеј савремене умјетности Републике Српске, Европска савремена умјетност из Фундуса МСУРС-а
- 1998. Бања Лука, Камена зграда Кастел
- 1989. Бања Лука, Дом културе, ДЛУ Бања Лука
- 1988. Бања Лука, Дом културе, ДЛУ Бања Лука
- 1987. Бања Лука, Дом културе, Десет младих умјетника Бањалуке

## Скулптуре постављене у јавном простору
- Еротски знак, скулптура
- Давид Штрбац, скулптура у бронзи, постављена у селу Мелине на Змијању
- Рељеф постављен на прочељу Робне куће Боска, поводом обиљежавања тридесет година од бањалучког земљотреса
- Споменик Вељку Миланковићу, постављен на Вучијаку, Прњавор

Посљедњи ауторски рад Слободана Драгаша је идејно рјешење Плакете Независних новина за годишњу награду Никола Гузијан.